# 사무 변호사
사무 변호사(Solicitor)는 영국의 변호사를 말한다. 영국에는 법정 변호사와 사무 변호사가 있다. 보통법 체계의 국가에서, 사무 변호사는 법정 밖에서의 법률 서비스를 하는 이들을 말한다. 

## 역사
오늘날의 변호사 제도는 영국산이다. 법정변호사는 13세기, 사무변호사는 19세기 영국에서 형성되기 시작하여, 전 세계에 퍼졌다.
영국 로펌의 변호사는 대부분 사무변호사이다. 
영국의 경우, 법률수요 증가에 따라 법정변호사의 정원을 늘리려는 의회의 시도가 매번 법정변호사협회에 의해 무산되자, 사무변호사라는 새로운 자격이 생겼으며, 오늘날에는 사무변호사의 권한을 늘려서, 하급심 법정에 출석해 소송대리도 하며, 판사까지 배출하고 있다.

## 업무 범위 확대
대처 총리는 사무 변호사의 업무 영역을 대폭 확대하여 법정 변호사와 비슷하게 만들었으며, 이 구분이 불명확해지고 있다. 즉, 원래 사무 변호사는 법정에는 들어오지 않는 법률 서비스를 하는 것이었으나, 최근에는, 1심 법원은 물론 2심 법원에서도 자주 활동하고 있다. 일부 로펌에서는 사무 변호사가 법정 변호사를 고용하기도 한다. 앞으로 이 구분은 더욱 사라질 것으로 예상되고 있다.

## 일본
일본에는 이와 비슷한 개념으로 사법서사가 있다. 일본의 사법서사법에 의하면 일본 사법서사회 연합회를 설립하게 되어 있는데, 이 단체의 영어 명칭은 The Japan Federation of Solicitor Associations이다. 즉, 일본에서는 사법서사를 Solicitor라고 부른다.

## 같이 보기
- 변호사
- 법정 변호사